# Mount Vernon, New South Wales
Mount Vernon este o suburbie în Sydney, Australia.